# Mussaenda kwangtungensis
Mussaenda kwangtungensis är en måreväxtart som beskrevs av Hui Lin Li. Mussaenda kwangtungensis ingår i släktet Mussaenda och familjen måreväxter. Inga underarter finns listade i Catalogue of Life.